# Los Jovitos
Los Jobitos es una población del Municipio Miranda (Zulia) del estado Zulia. Su nombre viene del árbol del Jobo cuyo fruto es comestible. Pertenece a la Parroquia San José

## Ubicación
Se encuentra al norte del municipio Miranda, en la Bahía del Tablazo a orillas del lago de Maracaibo, entre las poblaciones de Sabaneta de Palmas al oeste, el Ancón de Iturre al este y Los Puertos de Altagracia al sur.

## Zona Residencial
Los Jobitos es un pueblo costero en la Bahía del tablazo del lago de Maracaibo, dedicado a la pesca artesanal, y al turismo en sus playas, generalmente aptas debido a su conexión con el Golfo de Venezuela y a no estar directamente frente al complejo Petroquímico El Tablazo. Las playas disfrutan de la sombra de cocoteros y de aguas tranquilas y poco profundas.

## Gentilicio
El Jobitero es una persona jovial, conocido en el Zulia por sus ocurrencias y por su manera de hablar, usando la intercalación ¡ogh!, en muchas de sus frases. Son conocidos por sus chistes y sus exageraciones.

## Vialidad
Se llega a los Jobitos ya sea por la vía que lo une a Sabaneta y al Ancón o por la que lo une con los Puertos que viene desde el complejo Petroquímico El Tablazo.